# Parafia św. Stanisława Kostki w Karnicach
Parafia pod wezwaniem Świętego Stanisława Kostki w Karnicach – parafia rzymskokatolicka należąca do dekanatu Trzebiatów, archidiecezji szczecińsko-kamieńskiej, metropolii szczecińsko-kamieńskiej. Prowadzą ją księża diecezjalni. Siedziba parafii mieści się w Karnicach.

## Miejsca święte

### Kościół parafialny
Kościół pw. św. Stanisława Kostki w Karnicach

### Kościoły filialne i kaplice
- Kaplica w Dreżewie[1]
- Kaplica w Ninikowie[1]